# Волні (Нью-Йорк)
Волні (англ. Volney) — місто (англ. town) в США, в окрузі Освіго штату Нью-Йорк. Населення — 5671 особа (2020).

## Демографія
Згідно з переписом 2010 року, у місті мешкало 5926 осіб у 2240 домогосподарствах у складі 1586 родин. Було 2382 помешкання
Расовий склад населення:
| - 97,8 % — білих - 0,4 % — чорних або афроамериканців - 0,3 % — корінних американців - 0,2 % — азіатів |

До двох чи більше рас належало 1,1 %. Частка іспаномовних становила 1,1 % від усіх жителів.
За віковим діапазоном населення розподілялося таким чином: 23,1 % — особи молодші 18 років, 62,8 % — особи у віці 18—64 років, 14,1 % — особи у віці 65 років та старші. Медіана віку мешканця становила 42,1 року. На 100 осіб жіночої статі у місті припадало 101,5 чоловіків;  на 100 жінок у віці від 18 років та старших — 100,0 чоловіків також старших 18 років.
Середній дохід на одне домашнє господарство  становив 71 430 доларів США (медіана — 59 097), а середній дохід на одну сім'ю — 78 843 долари (медіана — 66 875). Медіана доходів становила 41 013 долари для чоловіків та 36 250 доларів для жінок. За межею бідності перебувало 15,3 % осіб, у тому числі 29,3 % дітей у віці до 18 років та 8,3 % осіб у віці 65 років та старших.
Цивільне працевлаштоване населення становило 2415 осіб. Основні галузі зайнятості: освіта, охорона здоров'я та соціальна допомога — 26,3 %, виробництво — 12,5 %, роздрібна торгівля — 10,8 %, мистецтво, розваги та відпочинок — 9,3 %.